# Margarita Sansone
Margarita Elizabeth Pericás Sansone de Macedo (Curitiba, 7 de junho de 1945 ― Curitiba, 20 de agosto de 2024) mais conhecida como Margarita Sansone ou simplesmente Margarita foi uma jornalista, escritora e filantropa brasileira. Foi primeira-dama de Curitiba em duas ocasiões, durante as administrações de seu esposo, Rafael Greca a frente do Palácio 29 de Março.

## Vida pessoal
Graduada em Língua e Literatura Francesa na Universidade de Nancy, na França, Margarida cursou também Literatura, História da Arte e Arqueologia, em Roma, e Economia, na Universidade Federal do Paraná.
Casou-se com Rafael Greca em 1992, entretanto conviviam juntos desde 1978.
Durante três décadas foi colunista da Gazeta do Povo, mantendo um espaço de atualidades culturais e políticas.

## Carreira

### Primeira-dama de Curitiba

#### 1.ª Gestão de Rafael Greca (1993-1996)

##### FAS
Durante o primeiro mandato de Greca no Palácio 29 de março, Margarida foi responsável pela criação da Fundação de Ação Social de Curitiba, entidade filantrópica vinculada à administração pública municipal da cidade de Curitiba, cujo propósito é gerir a implementação de políticas de assistência social no município, para a proteção social de famílias e indivíduos em situação de risco e vulnerabilidade social.

##### Pousada de Maria
Margarida foi considerada precursora na política de proteção à vítimas de violência doméstica no país, tendo criado em 1993 o projeto Pousada de Maria, equipamento vinculado à FAS, que tem como finalidade o acolhimento de mulheres em situação de vulnerabilidade há 31 anos.

##### Restaurante Curitibano
Foi também durante esse período que idealizou o primeiro restaurante popular do país, em 1993, conhecido como Restaurante Curitibano, com refeições a preço de R$1.

### Presidente da Fundação Cultural de Curitiba (1997-2000)
Durante a primeira gestão de quem foi considerado sucessor de seu esposo a frente da prefeitura a partir de 1997, Cássio Taniguchi, Margarida foi convidada para presidir a Fundação Cultural de Curitiba, a partir de 1.º de janeiro de 1997, onde foi responsável pela criação do Museu da Fotografia e à Cinemateca de Curitiba.

#### Rede Sol
Enquanto presidente da Fundação Cultural de Curitiba, implementou a Rede Sol como iniciativa cultural na cidade de Curitiba, que consistia em possibilitar o acesso à apresentações culturais para pessoas confinadas por motivos de saúde, abandono ou impedimento judicial (em detenção).

## Morte
Margarita Sansone morreu aos 79 anos, em Curitiba, em decorrência de um linfoma.